# Бовендигул
Бовендигул (индон. Boven Digoel) — округ в составе индонезийской провинции Южное Папуа. Округ отделился от округа Мерауке 12 ноября 2002 года. Округ занимает площадь 27108 км2 с населением 55784 человек по переписи 2010 года; последняя официальная оценка (на 2015 год) — 52527 человек. Административным центром является город Танахмерах.

## Административное деление
Округ состоит из двадцати районов (kecamatan).

## История

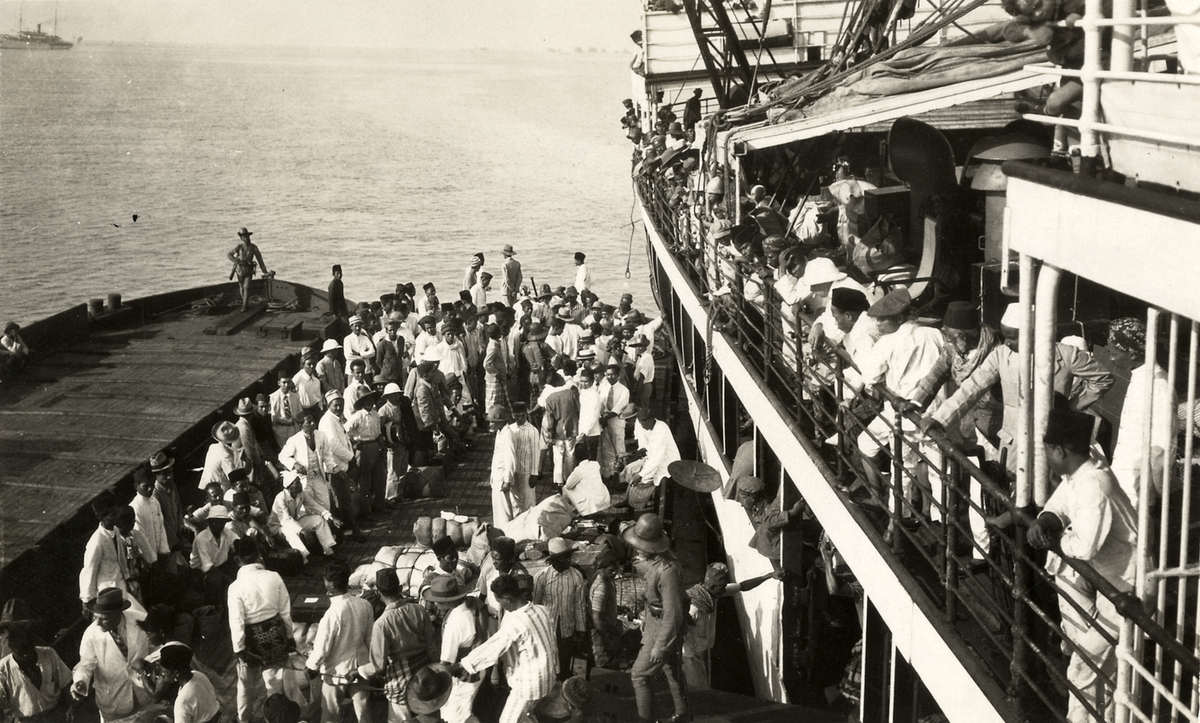
Заключенные коммунисты Бовен-Дигоэль в 1927

Бовен-Дигул был голландским концентрационным лагерем в голландской ост-Индии в верховьях реки Дигул, где содержались индонезийские националисты и коммунисты между 1928 и 1942 годами.